# (4600) Meadows
(4600) Meadows – planetoida z pasa głównego asteroid okrążająca Słońce w ciągu blisko 5 lat i 3 miesięcy, w średniej odległości 3,01 j.a. Została odkryta 10 września 1985 roku w La Silla Observatory przez Henriego Debehogne. Nazwa planetoidy została nadana na cześć Jacka Meadowsa, brytyjskiego astronoma.